# Daisy Jones & The Six
Daisy Jones & The Six är en amerikansk dramaserie från 2023, baserad på boken med samma namn skriven av Taylor Jenkins Reid. Serien släpptes på strömningstjänsten Prime Video den 3 mars 2023. Serien är skapad av Scott Neustadter och Michael H. Weber. För regin svarar James Ponsoldt och Nzingha Stewart. Första säsongen består av tio avsnitt.

## Handling
Serien kretsar kring rockbandet Daisy Jones & The Six och de två karismatiska ledsångarna Daisy Jones and Billy Dunne, och deras resa till framgång.

## Roller i urval

### Huvudroller
- Riley Keough - Daisy Jones
- Sam Claflin - Billy Dunne
- Camila Morrone - Camila Alvarez
- Suki Waterhouse - Karen Sirko
- Will Harrison as Graham Dunne
- Josh Whitehouse - Eddie Roundtree
- Sebastian Chacon as Warren Rojas
- Nabiyah Be - Simone Jackson
- Tom Wright - Teddy Price
- Timothy Olyphant - Rod Reyes

### Återkommande roller
- Seychelle Gabriel - intervjuare
- Jacqueline Obradors - Lucia
- Ross Partridge - Don Midleton

## Släpp
Serien släpptes på Amazon Prime Video den 3 mars 2023, med de tre första avsnitten tillgängliga omedelbart.